# Stentjärnen (Piteå socken, Norrbotten, 727389-169843)
Stentjärnen är en sjö i Piteå kommun i Norrbotten och ingår i Byskeälvens huvudavrinningsområde. Sjöns area är 0,021 kvadratkilometer och den befinner sig 371 meter över havet.